# New Jersey Nets 1980-1981
La stagione 1980-81 dei New Jersey Nets fu la 5ª nella NBA per la franchigia.
I New Jersey Nets arrivarono quinti nella Atlantic Division della Eastern Conference con un record di 24-58, non qualificandosi per i play-off.

## Roster
| N° | Naz.                   | Ruolo | Sportivo            | Anno | Alt. | Peso |
| -- | ---------------------- | ----- | ------------------- | ---- | ---- | ---- |
| 10 | Stati Uniti (bandiera) | G     | Foots Walker        | 1951 | 183  | 78   |
| 11 | Stati Uniti (bandiera) | G     | Lowes Moore         | 1957 | 185  | 77   |
| 12 | Stati Uniti (bandiera) | G     | Darwin Cook         | 1958 | 191  | 83   |
| 14 | Stati Uniti (bandiera) | GA    | Mike Newlin         | 1949 | 193  | 91   |
| 15 | Stati Uniti (bandiera) | G     | Eddie Jordan        | 1955 | 185  | 77   |
| 20 | Stati Uniti (bandiera) | AC    | Maurice Lucas       | 1952 | 206  | 98   |
| 21 | Stati Uniti (bandiera) | AC    | Bob McAdoo          | 1951 | 206  | 95   |
| 22 | Stati Uniti (bandiera) | GA    | Jan van Breda Kolff | 1951 | 201  | 88   |
| 31 | Stati Uniti (bandiera) | GA    | Mike O'Koren        | 1958 | 201  | 94   |
| 34 | Stati Uniti (bandiera) | G     | Rory Sparrow        | 1958 | 188  | 79   |
| 42 | Stati Uniti (bandiera) | C     | Mike Gminski        | 1959 | 211  | 113  |
| 42 | Stati Uniti (bandiera) | AC    | Edgar Jones         | 1956 | 208  | 102  |
| 44 | Stati Uniti (bandiera) | A     | Cliff Robinson      | 1960 | 206  | 100  |
| 54 | Stati Uniti (bandiera) | AC    | Bob Elliott         | 1955 | 206  | 102  |

## Staff tecnico
- Allenatori: Kevin Loughery (12-23) (fino al 22 dicembre)[1], Bob MacKinnon (12-35)
- Vice-allenatori: Phil Jackson, Bob MacKinnon (fino al 22 dicembre)